# 蒂姆·迪克
蒂姆·迪克（德語：Tim Dieck，1996年4月7日—），德国、西班牙男子花样滑冰运动员，2016年尼斯杯冰舞银牌得主、2019年丹尼斯·丁纪念挑战赛冰舞金牌得主、2024年美国大奖赛冰舞铜牌得主。